# Nikol List

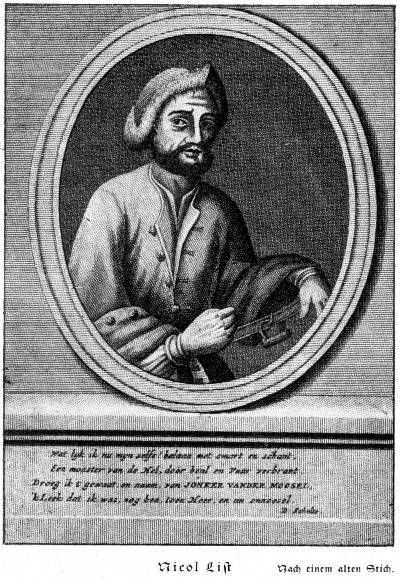
Der verhaftete Räuberhauptmann Nicol List, nach einem alten Stich

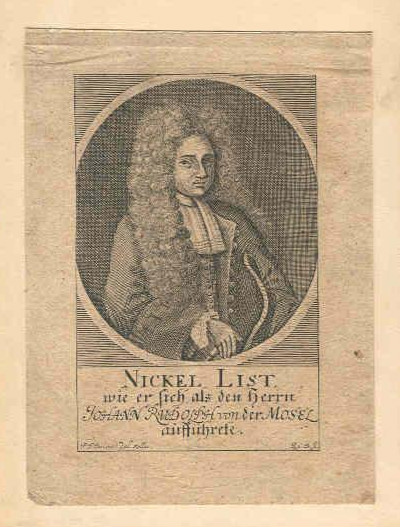
„NICKEL LIST, wie er sich als den Herrn JOHANN RUDOLPH von der MOSEL aufführete.“ Stich, frühes 18. Jhd.

Nikol List, auch Nicol oder Nickel List (getauft 4. Dezember 1654 in Waldenburg (Sachsen); † 23. Mai 1699 in Celle), war ein Räuberhauptmann im ausgehenden 17. Jahrhundert, der mit seiner Bande innerhalb und außerhalb Sachsens vor allem mehrfach Dom- und Kirchenraub sowie Mordbrennerei beging.

## Leben
Als Sohn des Tagelöhners Hans List wurde Nikol List 1654 in ärmlichen Verhältnissen im sächsischen Waldenburg geboren und dort am 4. Dezember des gleichen Jahres getauft. Er wuchs in der Gegend von Hartenstein auf, wo sich sein Vater verdingte. Er selbst entwickelte sich in seiner Jugend zum Reitknecht und Pferdekenner. Nachdem er 1679 die aus Thierfeld gebürtige Maria Scherf geheiratet hatte, ließ sich List in Beutha nieder. Ab 1681 ist er als Kürassier im kursächsischen Militärdienst nachweisbar, in dem er bis zum Korporal befördert wurde. Seine Frau starb 1683 nach der Geburt der gemeinsamen Tochter Anna Marie. Nach der Rückkehr aus der Schlacht gegen die Türken um die ungarische Stadt Ofen betrieb List seine Entlassung aus dem Militärdienst, die ihm als „ehrlicher Abschied“ jedoch nur gegen Überlassung von zwei Pferden und Zahlung von 30 Talern gewährt werden sollte. So verließ er 1687 eigenmächtig seine Garnison in Langenau und erwarb in Beutha einen Bauplatz für ein neues Wohnhaus. List betrieb eine Gastwirtschaft und eine Branntweinbrennerei sowie einen Pferdehandel als Lebensunterhalt. Mit Margarethe Göde, die aus Burg (bei Magdeburg) stammte, ging er eine zweite Ehe ein und bekam mit ihr fünf Kinder. Ab 1691 betrieb List als Pächter den Gasthof „Grüne Tanne“ im Nachbarort Raum, musste diese Pacht aber nach 17 Monaten aufgrund diverser Beschwerden beenden.
In dieser Zeit gab es im Amt Hartenstein mehrfach Hinweise auf eine straffällige Vergangenheit Lists, u. a. wegen Pferdediebstählen. Nachweislich war er 1692 an einem Einbruch auf dem Gut der Frau von Tettau in Mechelgrün beteiligt. Allein sein Beuteanteil soll 1200 Taler betragen haben. Der Streit um die Beuteaufteilung führte in der Folge zu Streit mit seinen Kumpanen, in dem List sein Anteil abgepresst wurde. Ein Komplize, der „Wachtmeister“ genannte Eckardt, wurde 1695 in Lists Scheune erschlagen.
Als Anführer einer Rotte Soldaten war List 1694 maßgeblich am Einbruch in Schloss Braunsdorf (?) im Fürstentum Sachsen-Zeitz beteiligt. Während gegen seine Kumpanen Strafverfahren durchgeführt wurden, blieb List zunächst unbehelligt. Mit vier Komplizen brach er 1696 bei dem Erbrichter Hilbert in Kleinrückerswalde ein, wobei ihnen erhebliche Beute in die Hände fiel. Nachforschungen führten schnell auf seine Spur. Als man ihn in der Johannisnacht in Beutha verhaften wollte, erschoss er, um sich einer Festnahme zu entziehen, zwei an der Verhaftung beteiligte Landschöffen aus Hartenstein (Sachsen) und entkam. Am 9. November 1697 wurde er in einem Inquisitionsprozess wegen zweifachen Mordes geächtet; sein Haus in Beutha war bereits 1696 geschleift worden.
List war über Jahre auf der Flucht (mit Aufenthalten u. a. in Wittenberg, Fulda, Leipzig und Halle) und machte als Hauptmann seiner Räuberbande große Landstriche vorwiegend Norddeutschlands unsicher. List gab sich den Namen Freiherr von Mosel und zog mit einem kleinen Hofstaat umher. In der Nacht des 6. März 1698 beging er mit seinen Kumpanen den größten Kirchenraub aller Zeiten: Mit einem Nachschlüssel verschaffte er sich Zugang zur Michaeliskirche von Lüneburg, die den sagenhaften Schatz der „Goldenen Tafel“ barg, den Bürger, Herzöge und Mönche über Jahrhunderte Stück für Stück zusammengetragen hatten. Zehn Pfund pures Gold und Silber, Perlen und Edelsteine schmückten den Hauptaltar der Kirche. List und seine Bande brachen große Teile des kostbaren Schatzes heraus und vernichteten damit das Gesamtkunstwerk. Zunächst konnten die Einbrecher entkommen. Am 27. Juli 1698 verübte die Räuberbande um List einen weiteren Einbruchsdiebstahl in Hof. Drei der Räuber, darunter List, wurden in Greiz gefangen genommen und am 23. August 1698 nach Hof ausgeliefert. Am 16. Oktober 1698 wurde dort ein Mitglied der Bande namens Horn in Hof hingerichtet, ein zweiter Räuber soll wieder freigelassen worden sein. List wurde zum Tod durch Rädern verurteilt, jedoch zunächst am 18. Oktober 1698 nach Celle überstellt, wo das Urteil wegen seines Verbrechens im Zusammenhang mit der „Goldenen Tafel“ in abgeänderter, besonders harter Form vollstreckt werden sollte.  Am 23. Mai 1699 wurden ihm zuerst Arme und Beine mit acht Schlägen zerschmettert, später wurde er geköpft und schließlich sein Rumpf verbrannt, während der Kopf auf einen Pfahl gespießt wurde.
Nikol List und auch dem mitverurteilten Christian Müller widerfuhr damit am Ende ein Schicksal, das – trotz der Verwendung anderer Werkzeuge – dem langsamen und qualvollen Tod durch Rädern vergleichbar war. Heinrich Büntings Newe, volstendige Braunschweigische und Lüneburgische Chronica aus dem Jahre 1722 bestätigt: „Nicol List ward an stat des Rades mit eisernen Keulen von unten auf, vom Leben zum Tode gestraft, der Kopf auf dem Pfal gesteckt!“
Beteiligt war List an 40 Diebstählen, neunmal an schwerem Kirchenraub und an zwei Morden.
Sigismund Hosmann, der ab Januar 1699 als Seelsorger Lists und mehrerer Komplizen im Celler Gefängnis tätig war, veröffentlichte aus seiner Erinnerung unter dem Titel Fürtreffliches Denck-Mahl Der Göttlichen Regierung: Bewiesen an der uhralten höchst-berühmten Antiquität des Klosters zu S. Michaëlis in Lüneburg / der in dem hohen Altar daselbst gestandenen Güldenen Taffel / und anderer Kostbarkeiten / Wie der gerechte Gott Dero Räuber gantz wunderbarlich entdekket [...] Alles aus denen von Hochgemeldeter Fürstl. Regierung dazu communicirten IX. Voluminibus Actorum Der Grossen Inquisition, und andern gewissen Nachrichten/ nach Historischem Ablauff des gantzen Processes, Zusammen getragen. eine Schilderung von Lists Leben und Taten. In der jüngeren Forschung wird Hosmann attestiert, dass er keine gesicherten Kenntnisse zum Vorleben Lists vor 1694 hatte und die Biografie wohl nach eigenem Gutdünken literarisch gefüllt hatte. Zudem enthalten die Texte zahlreiche Ungenauigkeiten, die aus Hör- oder Druckfehlern (z. B. Ramsdorf statt Raum) und falschen Ortsangaben entstanden sein können.

## Nikol-List-Steine in Beutha

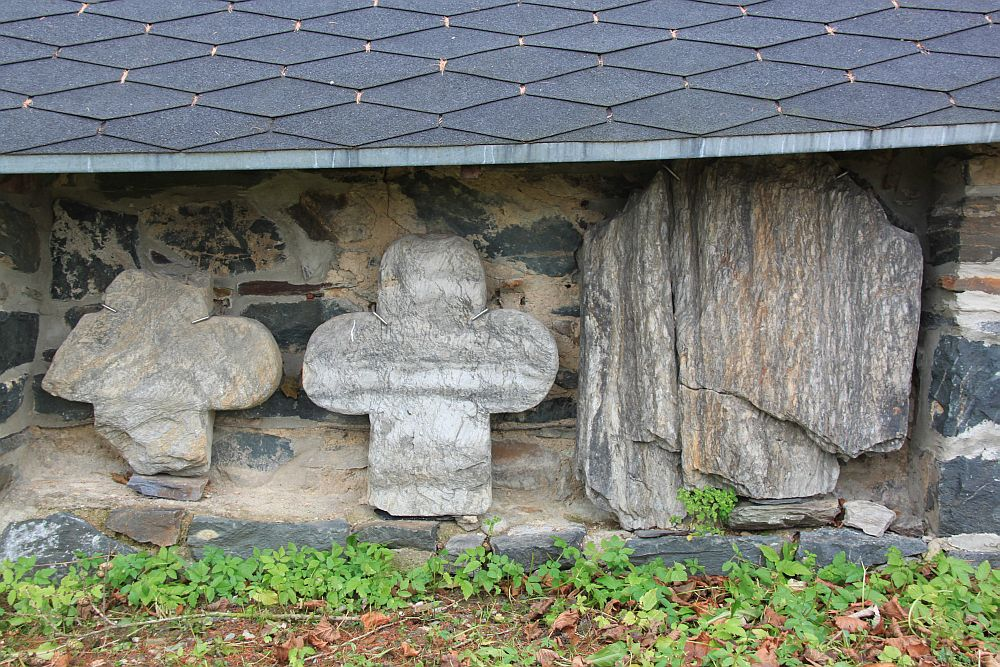
Die Nikol-List-Steine in der Friedhofsmauer von Beutha

Im Jahre 1696 wurde sein Haus in Beutha dem Erdboden gleichgemacht und dort in der Dorfstraße Nr. 58b eine Schandsäule errichtet. Jedem der beiden 1696 erschossenen Hartensteiner Bürger wurde zum Gedenken ein Steinkreuz mit Inschriften aufgestellt.
Die metergroße, dreiflächige schieferne Schandsäule und die beiden sandsteinernen Gedenksteine der beiden Hartensteiner Bürger mit ihren Lebensdaten befinden sich an der Innenseite der Friedhofsmauer in Beutha. Alle sechs Steine sind verwittert und die Inschriften kaum noch lesbar. Der Text wurde durch Pfarrer Johann Christian Neubert in Beutha erhalten.
Der große Stein in der Mitte, die Schandsäule, trägt die Inschrift:
Vordere Seite: „An diesem Ort hat gewohnt der weltbekannte Dieb, Kirchenräuber und Mörder Nicol List, welcher in der Johannisnacht 1696 von einer nach ihm geschickten Folge den eigenen Landschöppen Christoph Kneufflern und noch einen Bürger, Gottfried Eckarden, jämmerlich erschossen und darauf die Flucht ergriffen. Auf der Gnädigen Herrschaft Befehl ist das hier gestandene Listsche Haus niedergerissen und wider den flüchtigen Mörder mit der Acht versehen worden.“
Hintere Seite: „Nachdem nun Nicol List den 5. November wegen der beiden hier begangenen Mordtaten zu Hartenstein in die Acht erklärt worden, ist er wegen anderer Übeltaten zu Greiz gefänglich eingekommen und von da nach Hof geführet, hier nächst aber, ob ihm schon daselbst ein scharfes Todes-Urteil gesprochen worden, dennoch als ein Miträuber der kostbaren güldenen Tafel zu Lüneburg erst nach Celle gebracht, allwo er wegen bekannten vielen wichtigen Beuten, 9 Kirchen-Rauben und diese Mordtaten willen den 23. Mai 1699 seinen Lohn empfangen, da er von unten auf mit 8 Schlägen zerschmettert, ihm noch lebend, der Kopf mit dem Beil abgehauen, selbigen auf den Pfahl genagelt, der tote Körper aber auf einem Scheiterhaufen zu Pulver verbrennet worden.“
Die Inschrift auf dem Steinkreuz rechts lautet auf der einen Seite:
„Christoph Kneuffler, Land- und Gerichtsschöppe zu Hartenstein, ist allhier in der Johannisnacht 1696 von Nicol Listen mit einer ins Gevierte gespaltenen Kugel erschossen und den nächsten Sonntag darauf zu Hartenstein ehrlich begraben.“
auf der anderen Seite: „Dieser ehrliche Mann ist 50 Jahr und 27 Wochen alt gewesen, hat eine betrübte Witwe und Vier Kinder, nehmlich 3 Söhne und 1 Tochter, hinterlassen.“
Auf dem Steinkreuz links steht auf der einen Seite:
„Gottfried Eckhardt, Bürger und Hoffleischer zu Hartenstein ist allhier in der Johannisnacht 1696 von Nicol Listen mit zwei metallenen Kugeln erschossen und den nächsten Sonntag darauf zu Hartenstein ehrlich begraben.“
auf der anderen Seite: „Dieser mann ist 34 Jahr und 34 Wochen alt gewesen, hat eine arme betrübte Witwe und 3 kleine unerzogene Kinder, 2 Söhne und 1 Tochter, hinterlassen.“

## Belletristik
Außer älteren aktenmäßigen Darstellungen der Verbrechen dieses Räubers gab es auch eine historisch-romantische unter dem Titel Leben und Gaunerstreiche Nickel List's und seiner Räuberbande (Penig [Leich in Leipzig] 1802). Lists Leben wurde oft beschrieben und als Kriminaltragödie auf der Puppenbühne aufgeführt. Wie Literaturhistoriker herausfanden, hat Friedrich Schiller Teile aus dem Leben Lists und aus dem Prozessverlauf in seinem Werk Die Räuber verwendet.